# Metopostigma limbipenne
Metopostigma limbipenne är en tvåvingeart som beskrevs av Meijere 1913. Metopostigma limbipenne ingår i släktet Metopostigma och familjen fritflugor. Inga underarter finns listade i Catalogue of Life.